# Renaissance Football Club
Ne pas confondre avec un autre club tchadien, Renaissance FC Abéché
Maillots
Le Renaissance Football Club (en arabe : نادي النهضة لكرة القدم), plus couramment abrégé en Renaissance FC, est un club tchadien de football fondé en 1954 et basé à N'Djaména, la capitale du pays.

## Histoire
Fondé en 1954, le club de Renaissance FC (surnommé RFC) remporte son premier titre au niveau national en 1962, s'adjugeant le championnat de première division. En 1990, c'est la Coupe du Tchad qui vient garnir son armoire à trophée. Entre 2005 et 2007, le club réussit un triplé inédit dans l'histoire du football tchadien. 
Ces bons résultats assurent au club une présence régulière lors des compétitions continentales africaines, avec dix participations depuis 1990. Cependant, cette régularité n'est pas récompensée puisque le club de N'Djamena n'a jamais passé une seule fois le premier tour des compétitions, que ce soit en Coupe des clubs champions africains, en Coupe des Coupes ou en Coupe de la confédération.
Le club a été sponsorisé par CGCOC, une société de construction chinoise.

### Rivalité
Le Renaissance FC entretient une rivalité avec une autre équipe de la capitale, l'Elect-Sport FC.

## Palmarès
| Compétitions nationales |
| --- |
| - Championnat du Tchad (7) : - Champion : 1962, 1965, 1966, 1989, 2005, 2006 et 2007. - Coupe du Tchad (2) : - Vainqueur : 1990 et 2015. |

## Personnalités du club

### Présidents du club
- Abderaman Bechir

### Entraîneurs du club
- Denis Tokene
- Oumar Francis

### Grands joueurs
- Misdongard Betoligar
- Mahamat Hissein
- Casimir Ninga
- Abana Hisseine
- El=Hadj Mahamat dit Buruchaga
- Mahamat  Oumar  venu du zaire
- Modou Kouta
- Badaoui
- Mahamat Alifa Douba
- Richard Andare
- Adoum  Lopez
- D'anana
- Samba Toure
- Ahmat Brahim alias Amaya